# Nátrium-pikoszulfát
A nátrium-pikoszulfát helyileg ható, triarilmetán típusú hatóanyag, amely leginkább hashajtóként használatos. A vastagbél baktériumai aktiválják, ezt követően a nyálkahártya ingerlésével serkenti a bélperisztaltikát.

## Hatása
A nátrium-pikoszulfát a vastagbélben történő metabolizációja útján gátolja a víz reszorbcióját és fokozza a víz, illetve az elektrolitok szekrécióját. Ebből következően megváltozik a széklet konzisztenciája és térfogatnövekedés következik be.
Ezenkívül a nátrium-pikoszulfát a vastagbél-nyálkahártyával közvetlenül érintkezve fokozza a perisztaltikát, így segítve elő a bél kiürülését. A májfunkciót és a bélflórát a nátrium-pikoszulfát nem befolyásolja.

## Készítmények Magyarországon
- Guttalax (Dulcolax) cseppek 7,5 mg/ml (15 ml, 30 ml)
- Teva-lax cseppek 7,5 mg/ml (10 ml, 20 ml)

## Fordítás
Ez a szócikk részben vagy egészben  a   Sodium picosulfate című angol Wikipédia-szócikk ezen változatának fordításán alapul.  Az eredeti cikk szerkesztőit annak laptörténete sorolja fel. Ez a jelzés csupán a megfogalmazás eredetét és a szerzői jogokat jelzi, nem szolgál a cikkben szereplő információk forrásmegjelöléseként.